# Cent vint-i-dos
El nombre 122 (CXXII) és el nombre natural que segueix el nombre 121 i precedeix el nombre 123.
La seva representació binària és 1111010, la representació octal 172 i l'hexadecimal 7A.
La seva factorització en nombres primers és 2×61; altres factoritzacions són 1×122 = 2×61; és un nombre 2-gairebé primer: 2 X 61 = 122.